# Günter Wyszecki
Günter Wyszecki (Tilsit, 1925 – 22 giugno 1985) è stato un fisico tedesco.
È una delle principali personalità della scienza del colore del Novecento, e autore di numerose pubblicazioni.

## Biografia
È nato nel 1925 e nel 1953 si è laureato in fisica all'Università tecnica di Berlino con Manfred Richter con una tesi sui colori metameri. Nel 1953-54 è stato Fulbright Scholar del National Bureau of Standards con Deane Brewster Judd (Washington, USA), nel 1954-55 è stato ricercatore al Bundesanstalt für Materialforschung und -prüfung (BAM) di Berlino e successivamente al National Research Council in Canada.
Nel 1961 si è trasferito definitivamente in Canada dove è stato nominato Director of Applied Physics del National Research Council of Canada (NRCC). Nel 1984 è il primo direttore della divisione Ottica del NRCC, da lui fondata.
Günther Wyszecki ha diretto il gruppo di studio che ha stabilito il colore rosso della bandiera canadese.
È stato membro della Royal Society of Canada, Optical Society of America, the Illuminating Engineering Society e dal 1983 presidente della CIE, Commission Internationale de l'Eclairage.
Nel 1979 ha ricevuto la Gold Medal della Associazione Internazionale del Colore, il premio Godlove della Inter-Society Color Council's e il premio Bruning della Federation of Societies for Coatings Technologies.
Günther Wyszecki è morto nel 1985.
Curiosità: suo figlio Wolfgang Wyszecki, nato a Berlino nel 1959, è un attore cinematografico che si fa chiamare Wolf Larson imdb.com ed ha interpretato il ruolo di Tarzan.